# Open 6ème Sens Métropole de Lyon 2020 - Qualificazioni singolare
Le qualificazioni del singolare dell'Open 6ème Sens Métropole de Lyon 2020 sono state un torneo di tennis preliminare per accedere alla fase finale della manifestazione. Le vincitrici dell'ultimo turno sono entrate di diritto nel tabellone principale. In caso di ritiro di una o più giocatrici aventi diritto a queste sono subentrate le lucky loser, ossia le giocatrici che hanno perso nell'ultimo turno ma che avevano una classifica più alta rispetto alle altre partecipanti che avevano comunque perso nel turno finale.

## Teste di serie
1. Tamara Korpatsch (primo turno)
2. Marta Kostyuk (qualificata)
3. Antonia Lottner (qualificata)
4. Lesley Pattinama Kerkhove (ultimo turno, Lucky loser)
5. Irina Bara (qualificata)
6. Jana Čepelová (primo turno)

1. Cristina Bucșa (ultimo turno)
2. Jaqueline Cristian (qualificata)
3. Magdalena Fręch (qualificata)
4. Lu Jiajing (ultimo turno)
5. Isabella Shinikova (ultimo turno)
6. Natalija Kostić (primo turno)

## Qualificate
1. Jaqueline Cristian
2. Marta Kostyuk
3. Antonia Lottner

1. Anastasiya Komardina
2. Irina Bara
3. Magdalena Fręch

### Lucky loser
1. Lesley Pattinama Kerkhove

## Tabellone

### Legenda
| - Q = Qualificato - WC = Wild card - LL = Lucky loser | - ALT = Alternate - SE = Special Exempt - PR = Protected Ranking | - w/o = Walkover - r = Ritirato - d = Squalificato |

### Sezione 1
|  | Primo turno | Primo turno         | Primo turno         | Primo turno | Primo turno |  |  | Ultimo turno | Ultimo turno       | Ultimo turno       | Ultimo turno | Ultimo turno |  |
|  |             |                     |                     |             |             |  |  |              |                    |                    |              |              |  |
|  | 1           | Tamara Korpatsch    | 1                   | 6           | 2           |  |  |              |                    |                    |              |              |  |
|  |             | Lara Salden         | 6                   | 2           | 6           |  |  |              | Lara Salden        | Lara Salden        | 3            | 0            |  |
|  |             | Nuria Párrizas Díaz | Nuria Párrizas Díaz | 5           | 0           |  |  | 8            | Jaqueline Cristian | Jaqueline Cristian | 6            | 6            |  |
|  | 8           | Jaqueline Cristian  | Jaqueline Cristian  | 7           | 6           |  |  |              |                    |                    |              |              |  |

### Sezione 2
|  | Primo turno | Primo turno         | Primo turno    | Primo turno | Primo turno |  |  | Ultimo turno | Ultimo turno  | Ultimo turno | Ultimo turno | Ultimo turno |  |
|  |             |                     |                |             |             |  |  |              |               |              |              |              |  |
|  | 2           | Marta Kostyuk       | 6              | 4           | 6           |  |  |              |               |              |              |              |  |
|  |             | Martina Di Giuseppe | 1              | 6           | 1           |  |  | 2            | Marta Kostyuk | 6            | 3            | 6            |  |
|  |             | Elitsa Kostova      | Elitsa Kostova | 1           | 3           |  |  | 10           | Lu Jiajing    | 1            | 6            | 1            |  |
|  | 10          | Lu Jiajing          | Lu Jiajing     | 6           | 6           |  |  |              |               |              |              |              |  |

### Sezione 3
|  | Primo turno | Primo turno      | Primo turno      | Primo turno | Primo turno |  |  | Ultimo turno | Ultimo turno    | Ultimo turno | Ultimo turno | Ultimo turno |  |
|  |             |                  |                  |             |             |  |  |              |                 |              |              |              |  |
|  | 3           | Antonia Lottner  | Antonia Lottner  | 6           | 6           |  |  |              |                 |              |              |              |  |
|  | WC          | Lou Brouleau     | Lou Brouleau     | 3           | 2           |  |  | 3            | Antonia Lottner | 2            | 6            | 7            |  |
|  |             | Mirjam Björklund | Mirjam Björklund | 4           | 2           |  |  | 7            | Cristina Bucșa  | 6            | 3            | 64           |  |
|  | 7           | Cristina Bucșa   | Cristina Bucșa   | 6           | 6           |  |  |              |                 |              |              |              |  |

### Sezione 4
|  | Primo turno | Primo turno               | Primo turno | Primo turno | Primo turno |  |  | Ultimo turno | Ultimo turno              | Ultimo turno              | Ultimo turno | Ultimo turno |  |
|  |             |                           |             |             |             |  |  |              |                           |                           |              |              |  |
|  | 4           | Lesley Pattinama Kerkhove | 6           | 7           | 7           |  |  |              |                           |                           |              |              |  |
|  | WC          | Elsa Jacquemot            | 7           | 63          | 5           |  |  | 4            | Lesley Pattinama Kerkhove | Lesley Pattinama Kerkhove | 2            | 3            |  |
|  |             | Anastasiya Komardina      | 6           | 5           | 7           |  |  |              | Anastasiya Komardina      | Anastasiya Komardina      | 6            | 6            |  |
|  | 12          | Natalija Kostić           | 2           | 7           | 5           |  |  |              |                           |                           |              |              |  |

### Sezione 5
|  | Primo turno | Primo turno        | Primo turno        | Primo turno | Primo turno |  |  | Ultimo turno | Ultimo turno       | Ultimo turno       | Ultimo turno | Ultimo turno |  |
|  |             |                    |                    |             |             |  |  |              |                    |                    |              |              |  |
|  | 5           | Irina Bara         | Irina Bara         | 7           | 6           |  |  |              |                    |                    |              |              |  |
|  | WC          | Audrey Albié       | Audrey Albié       | 5           | 0           |  |  | 5            | Irina Bara         | Irina Bara         | 7            | 6            |  |
|  |             | Diāna Marcinkēviča | Diāna Marcinkēviča | 3           | 4           |  |  | 11           | Isabella Shinikova | Isabella Shinikova | 65           | 3            |  |
|  | 11          | Isabella Shinikova | Isabella Shinikova | 6           | 6           |  |  |              |                    |                    |              |              |  |

### Sezione 6
|  | Primo turno | Primo turno      | Primo turno      | Primo turno | Primo turno |  |  | Ultimo turno | Ultimo turno     | Ultimo turno | Ultimo turno | Ultimo turno |  |
|  |             |                  |                  |             |             |  |  |              |                  |              |              |              |  |
|  | 6           | Jana Čepelová    | Jana Čepelová    | 64          | 1           |  |  |              |                  |              |              |              |  |
|  | WC          | Margot Yerolymos | Margot Yerolymos | 7           | 6           |  |  | WC           | Margot Yerolymos | 6            | 1            | 6(0)         |  |
|  |             | Valeria Savinykh | Valeria Savinykh | 1           | 2           |  |  | 9            | Magdalena Fręch  | 4            | 6            | 7            |  |
|  | 9           | Magdalena Fręch  | Magdalena Fręch  | 6           | 6           |  |  |              |                  |              |              |              |  |